# Gongshang Shuiku
Gongshang Shuiku (kinesiska: 弓上水库) är en reservoar i Kina. Den ligger i provinsen Henan, i den centrala delen av landet, omkring 130 kilometer norr om provinshuvudstaden Zhengzhou. Gongshang Shuiku ligger 488 meter över havet. Arean är 0,56 kvadratkilometer. Trakten runt Gongshang Shuiku består till största delen av jordbruksmark. Den sträcker sig 1,3 kilometer i nord-sydlig riktning, och 1,3 kilometer i öst-västlig riktning.
Genomsnittlig årsnederbörd är 681 millimeter. Den regnigaste månaden är juli, med i genomsnitt 205 mm nederbörd, och den torraste är januari, med 3 mm nederbörd.